# Cena de Booker T. Washington en la Casa Blanca
El 16 de octubre de 1901, poco después de mudarse a la Casa Blanca, el presidente Theodore Roosevelt invitó a su asesor, el portavoz afroamericano Booker T. Washington, a cenar con él y su familia; lo que provocó una avalancha de condena por parte de la prensa y políticos del Sur. Esta reacción afectó la práctica posterior de la Casa Blanca y ninguna otra persona negra fue invitada a la Casa Blanca en casi treinta años.

## De fondo
Roosevelt, mientras era gobernador de Nueva York, frecuentemente tuvo invitados negros a cenar y a veces les invitaba a quedarse a dormir.
En 1798 John Adams había cenado en la casa del presidente en Filadelfia con Joseph Bunel (un representante blanco del gobierno de Haití) y su esposa negra.
Personas negras, incluyendo dirigentes como Frederick Douglass y Sojourner Truth, habían sido recibidos en la Casa Blanca por los presidentes Lincoln, Grant, Hayes y Cleveland. Por invitación de la primera dama Lucy Hayes, Marie Selika Williams se convirtió en la primera músico profesional afroamericana en actuar en la Casa Blanca.

## Recepción
Al día siguiente, la Casa Blanca emitió un comunicado titulado, "Booker T Washington de Tuskegee, Alabama, cenó con el presidente anoche". La respuesta de la prensa del Sur y los políticos fue inmediata, sostenida y cruel. James K. Vardaman, un demócrata de Misisipi, renegó que la Casa Blanca estaba ahora "tan saturada con olor a negro que las ratas se habían refugiado en el establo", el Memphis Scimitar declaró "el atropello más condenable que jamás haya sido perpetrado por cualquier ciudadano de los Estados Unidos" y el 25 de octubre el Misuri Sedalia Sentinel publicó en su portada un poema titulado "Niggers en la Casa Blanca" el cual acababa sugiriendo que la hija del presidente tendría que casarse con Washington o su hijo con una de las parientes de Washington. El senador Benjamin Tillman de Carolina del Sur dijo que "tendremos que matar mil niggers para que vuelvan a sus lugares". La prensa norteña fue más generosa, reconociendo los logros de Washington y sugiriendo que la cena fue un intento de Roosevelt para enfatizar que él era el presidente de todos.
Mientras algunos en la comunidad negra respondieron positivamente – como el obispo Henry Turner que dijo a Washington, "estás a punto de ser el gran representante y héroe de la raza negra, a pesar de que has sido muy conservador" – otros líderes negros se mostraron menos entusiastas. William Monroe Trotter, un adversario radical de Washington, dijo que la cena le mostró como "un hipócrita que apoya la segregación social entre negros y blancos mientras él cena en la Casa Blanca".
La Casa Blanca primero respondió al clamor del sur afirmando que la comida no había ocurrido y que las mujeres de la familia Roosevelt no habían cenado con un hombre negro, mientras algunos miembros del personal de la Casa Blanca dijeron que fue un almuerzo no una cena. Washington no hizo ningún comentario en ese momento.

## En la cultura popular
A Guest of Honor, la primera ópera creada por Scott Joplin, se basó en la cena de Washington en la Casa Blanca.